# ZIL-130
 (mai 2021).
La mise en forme du texte ne suit pas les recommandations de Wikipédia : il faut le « wikifier ».
Les points d'amélioration suivants sont les cas les plus fréquents :
- Les titres sont pré-formatés par le logiciel. Ils ne sont ni en capitales, ni en gras.
- Le texte ne doit pas être écrit en capitales (les noms de famille non plus), ni en gras, ni en italique, ni en « petit »…
- Le gras n'est utilisé que pour surligner le titre de l'article dans l'introduction, une seule fois.
- L'italique est rarement utilisé : mots en langue étrangère, titres d'œuvres, noms de bateaux, etc.
- Les citations ne sont pas en italique mais en corps de texte normal. Elles sont entourées par des guillemets français : « et ».
- Les listes à puces sont à éviter, des paragraphes rédigés étant largement préférés. Les tableaux sont à réserver à la présentation de données structurées (résultats, etc.).
- Les appels de note de bas de page (petits chiffres en exposant, introduits par l'outil «  Source ») sont à placer entre la fin de phrase et le point final[comme ça].
- Les liens internes (vers d'autres articles de Wikipédia) sont à choisir avec parcimonie. Créez des liens vers des articles approfondissant le sujet. Les termes génériques sans rapport avec le sujet sont à éviter, ainsi que les répétitions de liens vers un même terme.
- Les liens externes sont à placer uniquement dans une section « Liens externes », à la fin de l'article. Ces liens sont à choisir avec parcimonie suivant les règles définies. Si un lien sert de source à l'article, son insertion dans le texte est à faire par les notes de bas de page.
- La présentation des références doit suivre les conventions bibliographiques. Il est recommandé d'utiliser les modèles {{Ouvrage}}, {{Chapitre}}, {{Article}}, {{Lien web}} et/ou {{Bibliographie}}. Le mode d'édition visuel peut mettre en forme automatiquement les références.
- Insérer une infobox (cadre d'informations à droite) n'est pas obligatoire pour parachever la mise en page.

Pour une aide détaillée, merci de consulter Aide:Wikification.
Si vous pensez que ces points ont été résolus, vous pouvez retirer ce bandeau et améliorer la mise en forme d'un autre article.
Le ZIL-130 (russe : ЗИЛ-130) est un camion produit pour la première fois par le constructeur automobile soviéto-russe Zavod Imeni Likhatchiova à partir de 1962. En plus de la version à deux essieux, largement utilisée, il existait également le ZIL-133 à trois essieux, ainsi qu'une version militaire à trois essieux, cabine redessinée et transmission intégrale, le ZIL-131. Le ZIL-130 a été exporté vers de nombreux pays, et pas seulement vers l'ancien bloc de l'Est. Outre des véhicules tels que le GAZ-53, plus léger, ou le MAZ-500, légèrement plus grand, il a façonné le paysage urbain de l'Union soviétique pendant plusieurs décennies.

## Historique du véhicule

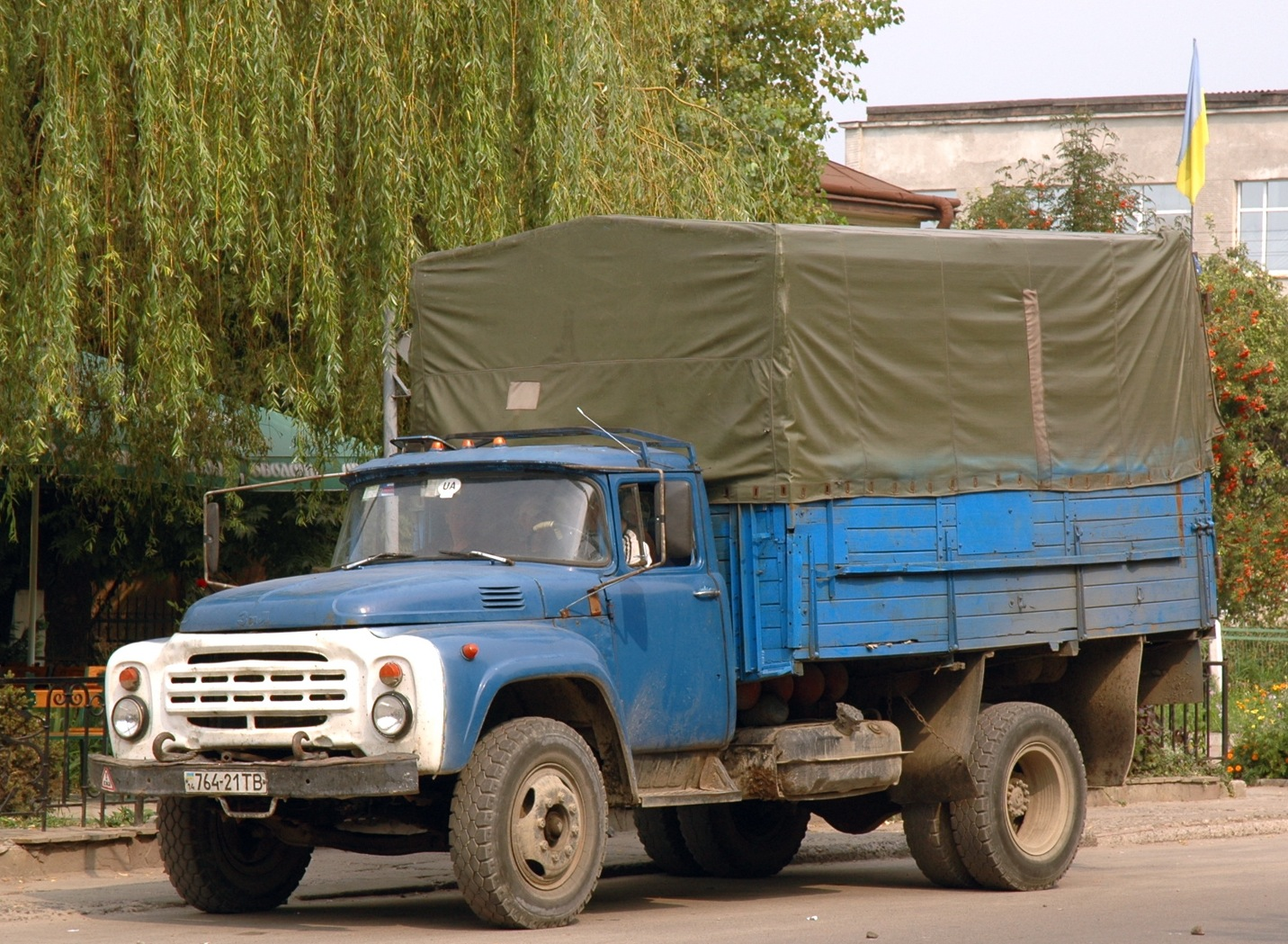
Un camion ZIL-130 à Jovkva.

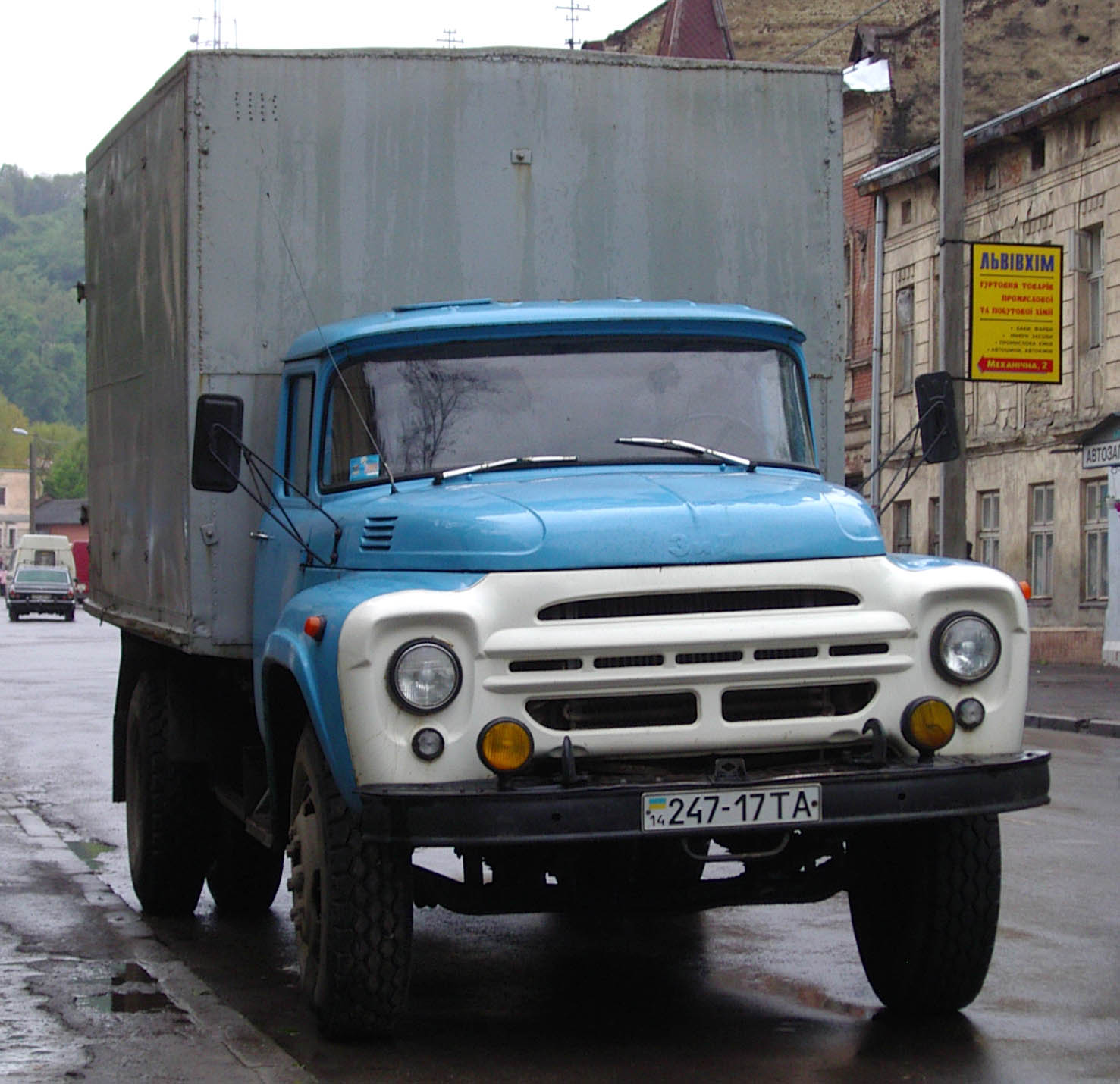
ZIL-130 en livrée classique blanche et bleu clair avec carrosserie en caisson (2006).

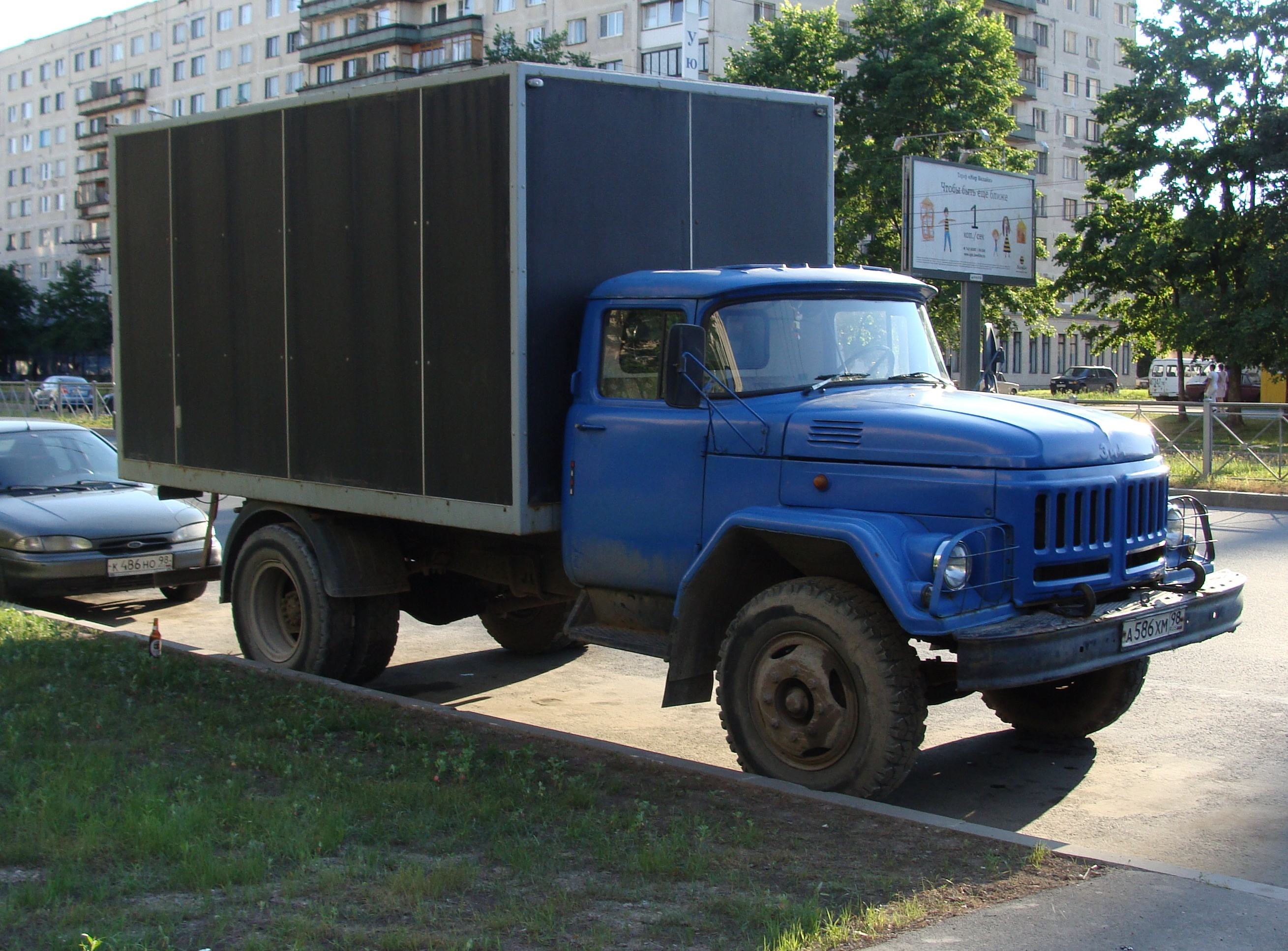
Une version plus récente du camion ZIL-130, produit par Amur, avec la cabine ZIL-130.

Un premier prototype de camion portant la désignation ZIL-130 a été construit dès 1956. Il faisait partie d'un développement continu visant à créer un successeur au ZIS-150 ou au ZIL-164 qui en dérive. Il disposait d'un tout nouvel extérieur, fortement inspiré des camions Ford F500 de 1956, sortis un peu plus tôt, ainsi que d'un pare-brise enveloppant et d'un emblème en forme de V similaire à celui de Ford. En 1957, un autre prototype fut construit, cette fois lourd, basé sur le camion GMC 500, mais comme pour le prototype précédent, le moteur 6 cylindres du camion ZIL-164. Finalement, c'est le prototype basé sur GMC qui a été choisi pour la production, mais la partie avant a été légèrement redessinée et simplifiée pour la production, tandis que le moteur 6 cylindres a été remplacé par le moteur V8 utilisé dans la limousine ZIL-111. Sinon, c’est resté pratiquement le même. Trois ans plus tard, en 1959, un autre prototype est construit, qui subit divers tests et inspections jusqu'en 1961. En février 1961, les autorités compétentes approuvent la production en série et 31 millions de roubles pour la reconstruction des installations de production.
Les cinq premiers camions furent produits en 1962. En 1963, le nombre d'unités resta faible et la production en série ne put commencer que le 1er octobre 1964. La raison du retard était la conversion en cours des installations de production. Lors de la production en série, diverses variantes de modèles ont été créées, notamment des tracteurs semi-remorques et des véhicules à empattement allongé.
Sur la base du V8 du ZIL-130, le moteur ZIL-375 de 7,0 litres, plus puissant, a été développé, qui a ensuite été utilisé dans les camions militaires Ural-375. L'augmentation de volume a été obtenue en augmentant le rayon des cylindres à 108 mm, tandis que la course du piston de 95 mm a été préservée. Le bloc moteur entre les camions était le même, tout comme les vilebrequins, la principale différence étant les pistons.
En 1973, le véhicule a reçu le label de qualité d'État de l'URSS. Un an plus tard, le millionième ZIL-130 était assemblé. Parallèlement, la production d'une version spécialement adaptée aux conditions climatiques du Grand Nord débute dans une usine externe d'assemblage de voitures particulières. De plus, un modèle équipé d'un moteur à essence six cylindres en ligne a été ajouté à la production. En 1977, un autre modèle avec un empattement nettement plus long a été lancé sur le marché, et en 1980 diverses autres modifications du véhicule.
Au début des années 1980 également, le ZIL-138 a été lancé sur le marché, une version pouvant fonctionner avec des carburants gazeux. En 1986, les modèles ont été renommés selon la norme en vigueur depuis 1966. Le ZIL-130 est devenu le ZIL-431410, et toutes les autres modifications ont également reçu de nouveaux numéros.

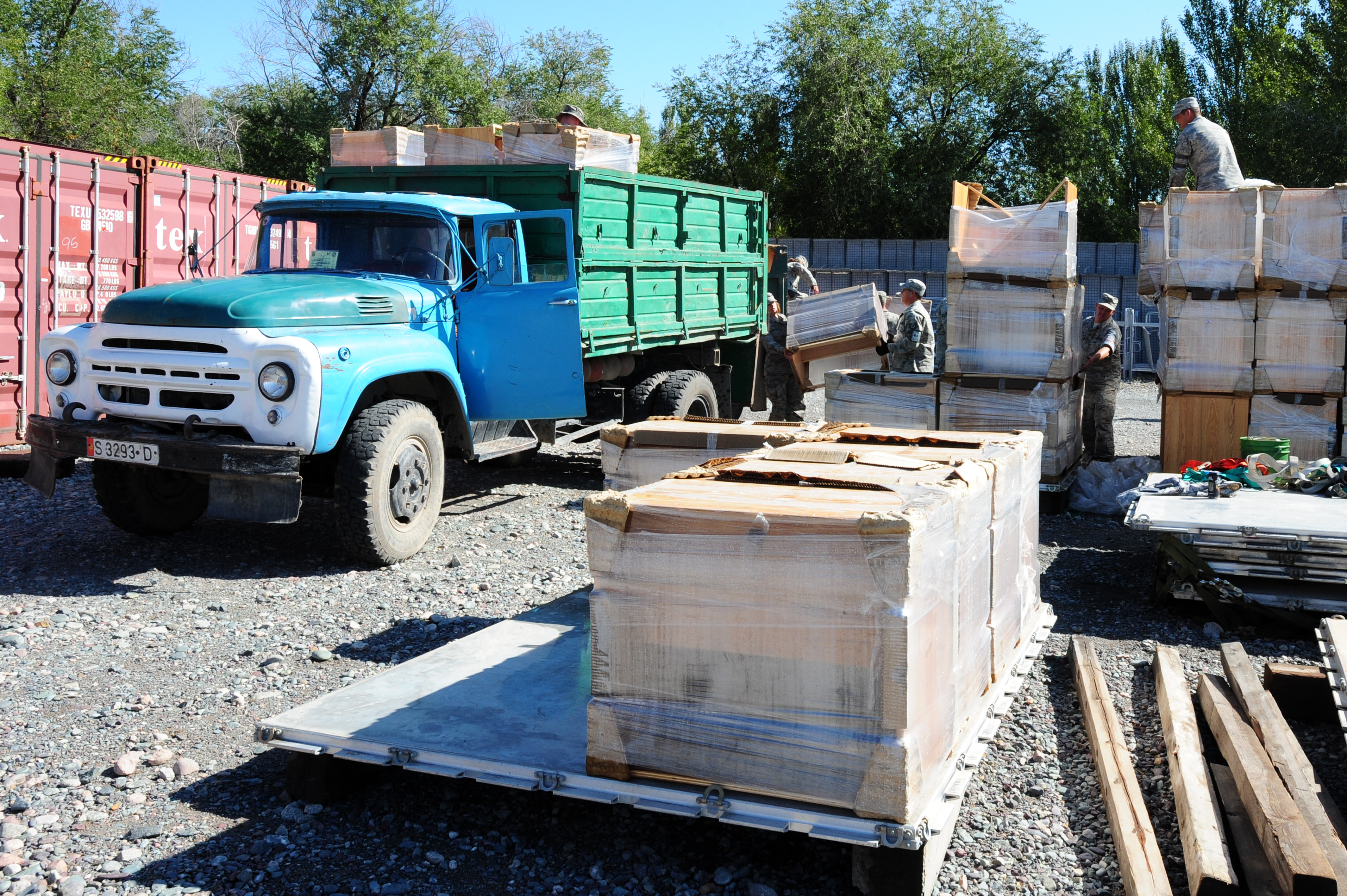
Le ZIL-130 dans un centre de dépôt.

Le 30 décembre 1994, l'usine ZIL de Moscou arrête définitivement la production du modèle et de ses modifications après 32 ans. À cette date, 3 388 312 ZIL-130 étaient sortis des chaînes de production. À partir de ce moment, l'Uralsky Avtomotorny Zavod (UAmZ en abrégé) à Novoouralsk a continué à fabriquer le camion, désormais sous la désignation UAMZ-43140. Plus tard, l'usine a été rebaptisée « AMUR » et le camion a été rebaptisé AMUR-43140. Le seul changement technique majeur a été l'adoption de la cabine du ZIL-131, que l'usine a également continué à fabriquer après la fin de la production à Moscou.
Chez UAmZ et AMUR, le camion a continué à être fabriqué, plus récemment sous le nom d'AMUR-531350. La production n’a pris fin qu’après que le fabricant a été déclaré en faillite à l’été 2010 avec plus de trois milliards de roubles de dettes. Ainsi, le véhicule fut produit en série pendant près d’un demi-siècle,.
À cette époque, Amur avait tenté de créer une coentreprise avec Renault Trucks pour produire le Renault Midlum dans l'usine russe, AMUR investissait dans des installations et des capitaux d'exploitation, et Renault Trucks investissait son savoir-faire et sa technologie de fabrication. Cependant, comme Amur a déposé son bilan, ce plan n'a pas été réalisé.

## Variantes de modèles
Le ZIL-130 a été produit dans de nombreuses variantes, telles que des camions à plateau standard, des camions à benne basculante, des camionnette, des bus, des camions de pompiers et même un semi-tracteur. De plus, il existait également une variante avec le moteur 6 cylindres du ZIL-164, mais elle n'a pas été vendue en grand nombre. Il y avait aussi une variante avec le moteur V8 du BRDM-2, mais elle n'a pas non plus rencontré beaucoup de succès.